# Вулиця Падури
Вулиця Падури — вулиця в Личаківському районі Львова, у місцевості Знесіння. Пролягає від вулиці Горіхової до вулиці Милятинської.

## Історія та забудова
Точний час виникнення вулиці невідомий, довгий час вона існувала як бічний провулок вулиці Милятинської (Милятинська бічна). У 1993 році отримала офіційну назву вулиця Падури, на честь польсько-українського поета Тимка Падури.
Вулиця забудована одноповерховими приватними будинками 1930-х років у стилі конструктивізму.